# Versailles no Bara
Versailles no Bara (ベルサイユのばら, Berusaiyu no Bara) ou Rosa de Versalhes, também conhecido como Lady Oscar, é um mangá shōjo de Riyoko Ikeda publicada originalmente de 1972 a 1973. O drama mistura ficção e fatos reais, se passando antes e durante a Revolução Francesa, focando principalmente em duas mulheres: a Rainha da França Maria Antonieta e a fictícia Oscar François de Jarjayes, capitã da Guarda Real.
A obra conta com diversas adaptações para outras mídias, incluindo:
- Várias produções musicais focadas em diferentes personagens nos palcos da Takarazuka Revue ao longo dos anos (sendo a primeira de 1974 e a mais recente de 2024[2])
- Uma série de anime de 1979 dirigida por Osamu Dezaki e Tagao Nagahama, também editada como um filme em 1987;
- Um filme live-action Franco-Japonês intitulado Lady Oscar, também de 1979;
- Uma peça musical coreana de 2024;[3]
- Um filme de anime de 2025 dirigido por Ai Yoshimura.

## Sinopse
A história de Rosa de Versalhes se passa no final do século XVIII, na França. A jovem princesa austríaca Maria Antonieta se muda para França num casamento político com o então delfim Louis XVI. A encarregada da segurança da delfina é Oscar, capitã da guarda real. Sem filhos homens, o General Jarjayes resolveu tornar Oscar, sua caçula, seu herdeiro, e por isso a educou como um rapaz, dando-lhe treinamento militar.
Sempre muito popular, Oscar atrai atenção onde quer que vá, inclusive de André, criado de sua família e seu amigo de infância (que esconde seu amor por causa de sua diferença de classes), e também de Rosalie, jovem humilde que é ajudada e acolhida por Oscar. No palácio, muitos querem o favor de Maria Antonieta, frequentemente por interesse. A chegada do conde sueco Hans Axel von Fersen, porém, abala o coração da jovem, e apesar de não poderem ficar juntos, os dois se apaixonam, o que preocupa Oscar.
Alheia ao sofrimento da população, a corte de Versalhes vive em luxo e gera dívidas, o que só se agrava com o passar dos anos. Os gastos crescentes de Antonieta, em especial, geram seu antagonismo entre o povo. Contato com pessoas de classes mais baixas, porém, fazem Oscar questionar o comportamento dos nobres, e eventualmente ela é transferida para a Guarda Francesa.
O descontentamento popular começa a gerar revolta, e Oscar se vê tendo de enfrentar os primeiros distúrbios que anunciam a Revolução Francesa.

## Mangá
O mangá original foi publicado no Japão em 10 volumes de 1972 a 1973, incluindo a história principal e uma história paralela que se passa na época do incidente do Cavaleiro Negro.
| Nº | Título Traduzido                       | Título Original                                             |
| -- | -------------------------------------- | ----------------------------------------------------------- |
| 1  | No Turbilhão de um Novo Destino!       | 新しい運命のうずの中に! (Atarashii unmei no uzu no naka ni) |
| 2  | Desfrutando do Trono da Glória!        | 栄光の座によいしれて! (Eikou no za ni yoishirete)           |
| 3  | Amor Proibido                          | ゆるされざる恋 (Yurusarezaru koi)                           |
| 4  | Capturem o Cavaleiro Negro!            | 黒い騎士をとらえろ! (Kuroi kishi wo toraero)                |
| 5  | O Sofrimento de Oscar                  | オスカルの苦しみ (Osukaru no kurushimi)                     |
| 6  | As Chamas Ardentes da Revolução        | 燃えあがる革命の火 (Moeagaru kakumei no hi)                 |
| 7  | Linda Promessa de Amor                 | 美しき愛の誓い (Utsukushiki ai no chikai)                   |
| 8  | Benção de Deus...                      | 神にめされて... (Kami ni mesarete )                         |
| 9  | O Fim da Rainha Triste                 | いたましい王妃の最後 (Itamashii ouhi no saigo)              |
| 10 | História Paralela: A Condessa de Preto | 外伝 : 黒衣の伯爵夫人 (Gaiden: Kokui no Hakushaku Fujin)    |

No Brasil, o mangá foi publicado em formato Big (2 em 1) pela Editora JBC em 2019, totalizando 5 volumes.
Ao longo dos anos a autora Ryoko Ikeda também escreveu vários mangás derivados da obra, incluindo:
- O spin-off "Rosa de Versalhes: Gaiden" (ベルサイユのばら 外伝, Berusaiyu no Bara Gaiden), publicado de 1984 a 1985. Com o subtítulo de "Detetive Loulou" (名探偵ル・ルー編, Mei tantei ru rū-hen), são 4 histórias paralelas cômicas com a participação de Loulou de la Laurencie, a pequena sobrinha de Oscar apresentada em A Condessa de Preto. Assim como a primeira história paralela, também se passa no época do Cavaleiro Negro;
- "Heróico - A Glória de Napoleão" (栄光のナポレオン - エロイカ, Eikō no Naporeon - Eroika), publicado de 1986 a 1995. Dá sequência aos eventos históricos da França da época, contando com participação de alguns personagens secundários de Rosa de Versalhes;
- A paródia "Rosa de Versalhes Kids" (ベルばらKids, Beru Bara Kids), uma série de tirinhas de quatro quadros publicada de 2005 a 2013;
- "Rosa de Versalhes: Episódios" (ベルサイユのばら エピソード編, Berusaiyunobara Episōdo-hen), publicado de 2013 a 2018 em 4 volumes. Narra novas histórias paralelas focadas em personagens diversos e em diferentes pontos da história original.

## Série de Anime
Dirigido por Tadao Nagahama (episódios 1 a 13) e Osamu Dezaki (19 a 40), o anime Rosa de Versalhes conta com 40 episódios, exibidos originalmente de 1979 a 1980 no Japão. Shingo Araki e Michi Himeno ficaram responsáveis pelo design de personagens, e Kōji Makaino pela música.
O tema de abertura "As Rosas Caem Lindamente" (薔薇は美しく散る, Bara wa Utsukushiku Chiru) e o tema de encerramento "A Luz e a Sombra do Amor" (愛の光と影, Ai no Hikari to Kage) foram cantados por Hiroko Suzuki.
Em 1987 a série de TV foi editada como um filme de 90 minutos, contando com novo elenco de vozes no Japão. Foi lançado sob o título "Rosa de Versalhes: Ame Enquanto Você Viver..."  (ベルサイユのばら 生命あるかぎり愛して, Berusaiyu no Bara: Inochi aru kagiri Aishite).

### Episódios
A série conta com 40 episódios e 2 especiais de recapitulação
| Nº    | Titulo Traduzido                       | Titulo Japonês                 | Data de Exibição Original |
| ----- | -------------------------------------- | ------------------------------ | ------------------------- |
| 1     | Oscar! O destino da Rosa               | オスカル! バラの運命           | 10 de outubro 1979        |
| 2     | Voe! Borboleta da Áustria              | 舞え! オーストリアの蝶         | 17 de outubro 1979        |
| 3     | Faíscas voam em Versalhes              | ベルサイユに火花散る           | 24 de outubro 1979        |
| 4     | Rosa, vinho e conspirações...          | バラと酒とたくらみと...        | 31 de outubro 1979        |
| 5     | Lágrimas com dignidade                 | 気高さを涙にこめて...          | 07 de novembro 1979       |
| 6     | Vestido de seda e vestido em farrapos  | 絹のドレスとボロ服             | 14 de novembro 1979       |
| 7     | Quem escreveu a carta de amor?         | 愛の手紙は誰の手で             | 21 de novembro 1979       |
| 8     | Oscar do meu coração                   | 我が心のオスカル               | 28 de novembro 1979       |
| 9     | O sol se põe e o sol nasce             | 陽は沈み陽は昇る               | 05 de dezembro 1979       |
| 10    | A bela bruxa Jeanne                    | 美しい悪魔ジャンヌ             | 12 de dezembro 1979       |
| 11    | Fersen vai para o norte                | フェルゼン北国へ去る           | 19 de dezembro 1979       |
| 12    | Na manhã do duelo, Oscar...?           | 決闘の朝オスカルは...?         | 26 de dezembro 1979       |
| 13    | Ventos do Aras, por favor respondam... | アラスの風よ応えて...          | 09 de janeiro de 1980     |
| 14    | O segredo do anjo                      | 天使の秘密                     | 16 de janeiro de 1980     |
| 15    | A condessa do cassino                  | カジノの伯爵夫人               | 23 de janeiro de 1980     |
| 16    | Mãe, qual é o nome dela...?            | 母, その人の名は...?           | 30 de janeiro de 1980     |
| 17    | Agora é a hora de nos encontrarmos     | 今めぐり逢いの時               | 06 de fevereiro de 1980   |
| 18    | De repente, como Ícaro                 | 突然イカルスのように           | 13 de fevereiro de 1980   |
| 19    | Adeus, irmã!                           | さよなら, 妹よ!                | 20 de fevereiro de 1980   |
| 20    | O Rondo de Fersen                      | フェルゼン名残りの輪舞[ロンド] | 27 de fevereiro de 1980   |
| 21    | Rosas negras florescem à noite         | 黒ばらは夜ひらく               | 05 de março de 1980       |
| 22    | O colar tem um brilho sinistro         | 首飾りは不吉な輝き             | 12 de março de 1980       |
| 23    | Astuto e resistente!                   | ずる賢くてたくましく!          | 19 de março de 1980       |
| 24    | Adieu, minha juventude                 | アヂュウわたしの青春           | 26 de março de 1980       |
| 25    | Minueto do amor não correspondido      | かた恋のメヌエット             | 02 de abril de 1980       |
| 26    | Quero conhecer o Cavaleiro Negro!      | 黒い騎士に会いたい!            | 09 de abril de 1980       |
| 27    | Mesmo que eu perca minha luz...        | たとえ光を失うとも...          | 16 de abril de 1980       |
| 28    | André, um limão azul                   | アンドレ青いレモン             | 30 de abril de 1980       |
| 29    | A boneca começou a andar               | 歩き始めた人形                 | 14 de maio de 1980        |
| 30    | Você é a luz, eu sou a sombra          | お前は光俺は影                 | 21 de maio de 1980        |
| 31    | Flores lilases florescendo no quartel  | 兵営に咲くリラの花             | 04 de junho de 1980       |
| 32    | Prelúdio da tempestade                 | 嵐のプレリュード               | 18 de junho de 1980       |
| 33    | Os sinos tocam ao anoitecer            | たそがれに弔鐘は鳴る           | 02 de julho de 1980       |
| 34    | Agora "O Juramento da Quadra de Tênis" | 今"テニス・コートの誓い"       | 09 de julho de 1980       |
| 35    | Oscar, é hora de deixar o ninho        | オスカル, 今巣離れの時         | 23 de julho de 1980       |
| 36    | A senha é "Adeus"                      | 合言葉は"サヨナラ"             | 30 de julho de 1980       |
| 37    | Em uma noite apaixonada de promessas   | 熱き誓いの夜に                 | 06 de agosto de 1980      |
| 38    | À porta do destino                     | 運命の扉の前で                 | 20 de agosto de 1980      |
| 39    | Esse sorriso nunca mais voltará!       | あの微笑はもう還らない!        | 27 de agosto de 1980      |
| 40    | Adeus, minha querida Oscar             | さよならわが愛しのオスカル     | 03 de setembro de 1980    |
| Extra | Retrato de uma Rosa em Chamas          | 燃えつきたバラの肖像           | 26 de março de 1980       |
| OVA   | As Rosas e as Mulheres de Versalhes    | ベルサイユのばらと女たち       | 10 de setembro de 1980    |

### No Brasil
A série chegou ao Brasil por meio de fitas VHS entre os anos 1993 e 1995. A empresa Europinha (hoje, Europa Filmes) lançou cinco fitas mas não padronizou como se fosse uma série única, pois algumas fitas não tinham sequer o título Lady Oscar. O especial “Uma Aventura Maravilhosa” foi distribuído por Cannes Home Video (também Europa Filmes).
| Título da Fita VHS                                      | Conteúdo                         |
| ------------------------------------------------------- | -------------------------------- |
| Lady Oscar - O destino da Rosa - A Borboleta da Áustria | Episódios 1 e 2                  |
| Lady Oscar em O Casamento da Princesa                   | Episódios 3 e 4                  |
| Lady Oscar em A Viagem da Princesa                      | Episódios 5 e 6                  |
| O Baile de Máscara                                      | Episódios 7 e 8                  |
| Uma Estranha na Corte                                   | Episódios 9 e 10                 |
| Uma Aventura Maravilhosa                                | Resumo dos 40 episódios da série |

A dublagem foi realizada pelo estúdio Marshmallow em São Paulo.

### Em Portugal
Em Portugal, o anime emitiu no Canal Panda, com dobragem em francês e legendado em português em 2005.

## Filme de Anime
O filme Rosa de Versalhes de 2025 foi dirigido por Ai Yoshimura, roteirizado por Tomoko Komparu e teve design de personagens de Mariko Oka, sendo produzido pelo estúdio MAPPA. 
O projeto foi anunciado em 2022 como uma nova adaptação animada do mangá, em comemoração dos 50 anos da obra.. O lançamento ocorreu nos cinemas japoneses em 31 de janeiro de 2025, com a distribuição internacional realizada pela Netflix a partir de 30 de abril do mesmo ano, com dublagem e legendas em diversos idiomas.

### Músicas
A trilha sonora do filme ficou a cargo de Hiroyuki Sawano e Kohta Yamamoto, com Sawano também compondo as músicas interpretadas pelo elenco de voz japonês. Apenas a dublagem em inglês adaptou as músicas para seu idioma.
| Nº | Título Original              | Título Traduzido             | Personagens                           |
| -- | ---------------------------- | ---------------------------- | ------------------------------------- |
| 1  | The Rose of Versailles       | A Rosa de Versalhes          | Oscar, Maria Antonieta, André, Fersen |
| 2  | Ma Vie en Rose               | Minha Vida em Rosa           | Maria Antonieta                       |
| 3  | Enchanting Masquerade        | Baile de Máscaras Encantador | Aristocratas mascarados               |
| 4  | Our King and Queen           | Nossos Rei e Rainha          | Cidadãos de Paris                     |
| 5  | Soul to Soul                 | Alma para Alma               | Fersen                                |
| 6  | Resonance of Love            | Ressonância do Amor          | Maria Antonieta & Fersen              |
| 7  | 心の在り処 (Kokoro no arika) | Onde Está o Coração          | Oscar                                 |
| 8  | Believe in My Way            | Acreditar no Meu Caminho     | Oscar, Maria Antonieta, André, Fersen |
| 9  | Never surrender              | Nunca nos rendemos           | Alain                                 |
| 10 | Return to nothing            | Retorno para o nada          | Oscar                                 |
| 11 | Ravine                       | Ravina                       | André                                 |
| 12 | Child of Mars                | Filha de Marte               | Oscar                                 |
| 13 | Anger and pain               | Raiva e dor                  | Bernard, cidadãos de Paris            |
| 14 | 夜をこめて (Yowokomete)      | Na noite                     | Oscar & André                         |
| 15 | Libération                   | Libertação                   | -                                     |

"Libération" é interpretada pela cantora japonesa Tielle.
A música "Versailles", da cantora Ayaka, também foi composta para o filme e toca durante os créditos finais.